# Chavagnes-les-Redoux
Chavagnes-les-Redoux là một xã ở tỉnh Vendée trong vùng Pays de la Loire, Pháp. Xã này có diện tích 13,34 km², dân số năm 2006 là 782 người. Xã này nằm ở khu vực có độ cao trung bình 100 mét trên mực nước biển.

## Biến động dân số
| Năm | 1962 | 1968 | 1975 | 1982 | 1990 | 1999 | 2006 |
| --- | ---- | ---- | ---- | ---- | ---- | ---- | ---- |
| Dân số | 653  | 680  | 711  | 742  | 756  | 735  | 782  |
| From the year 1962 on: No double counting—residents of multiple communes (e.g. students and military personnel) are counted only once. |      |      |      |      |      |      |      |